# Nord Noroit
Nord Noroit (фр. Nord Noroit) — французская разведывательная и спасательная двухдвигательная летающая лодка, самолёт-амфибия спроектированный Nord Aviation для службы в ВМС Франции.

## Разработка и история
После окончания Второй мировой войны в 1946 году министерство авиации Франции объявило, что требуется новый гидросамолёт для обновления авиапарка ВМС, в составе которого, кроме довоенных французских образцов, числились немецкая (Do 18 и Do 24) и англо-американская техника (Short Sunderland, PBY Catalina, Grumman Goose). Спешность запуска нового проекта обуславливалась, в том числе, немалым износом, перечисленных самолётов. Париж принял решение напрямую поручить разработку национализированному производителю SNCAN.
Nord решил моторизовать свой самолёт двумя двигателями Gnome & Rhone 14R с мощностью в 1600 л. с.. 20-мм орудие для турелей было заимствовано из запасов Вермахта. Инженеры SNCAN приняли на работу бывших сотрудников авиастроительной компании Loire, специалистов по довоенным гидросамолётам. Аппарат получил обозначение N.1400. Первый полет прототипа (N.1400-1) состоялся 6 января 1949 года.
Он представлял собой двухмоторный гидросамолёт с двумя установленными на крыле поплавками. У самолёта был большой тройной хвост. Его оборонительное вооружение состояло из шести 20-мм пушек, установленных попарно в передней, средней и задней позициях. Кроме того, N.1400 был спроектирован для перевозки 1000-килограммовых бомб. В экипаж входило семь человек. Второй полёт прототипа (N.1400-02) состоялся в марте 1949 года.
Лётные испытания гидросамолёта показали дефекты двигателя и поля обзора экипажа. Проблема была решена путём замены звездообразных двигателей Gnome & Rhone на инвертированные V-образные двигатели Junkers Jumo 213, созданные по лицензии SNECMA. Nord установили новые окна и иллюминаторы. Новая версия получила обозначение N.1401. Noroit. 21 экземпляр серии поступил на вооружение в 1952 году на флотилии 5F морской авиации.
В 60-е года пляжи и французские территориальные воды были загрязнены противокорабельными и противолодочными минами немецкого или союзного происхождения. Первые Noroit были использованы для морских разведывательных миссий вдоль французского столичного побережья, а также для поиска мин на побережье. Иногда экипажи Noroit уничтожали мины с помощью своих 20-мм пушек.
Во время алжирской войны, с 1957 года Noroit начал патрулировать Средиземное море. Их основной задачей стал поиск кораблей, перевозивших оружие для ФНО, который вёл боевые действия против частей французской армии. Этот гидросамолёт стал последним самолётом этого типа, построенным во Франции, а также последним самолётом, произведённым на заводе Bréguet в Гавре, который был закрыт в 1953 году. Он использовался только морской авиацией. Вместе с прототипами было собрано в 25 экземпляров. Nord N.1401 оставался на вооружении до 1966 года и был заменён на Lockheed P2V Neptune.

## Модификации

### Nord N.1400 Noroit
- Два прототипа с радиальными двигателями Gnome-Rhône 14R мощностью 1200 кВт (1600 л. с.).
  - Nord N.1400-01 первый прототип (F-WFDL)
  - Nord N.1400-02 второй прототип

### Nord N.1401 Noroit
- Два предсерийных самолёта (F-WFKU и F-SFKN) с двигателями Junkers Jumo 213 мощностью 1300 кВт (1800 л. с.), позднее доработанными до версии N.1402.Arsenal 12H (Junkers Jumo 213) (также испытывались с двигателями Bristol Hercules).

### Nord N.1402 Noroit
- Серийный вариант, работающий на двигателях мощностью 1600 кВт (2100 л. с.) Arsenal 12H; 21 построенный + два опытных самолёта модифицированы.

## Заказчики

### Франция
- Военно-морские силы Франции
  - Flottille 5F (авиабаза Ланн-Бигуэ, Бретань). Расформирована 1.02.1953,
  - Escadrille 33S (Сен-Мандрие-сюр-Мер, департамент Вар)
  - Escadrille 53S (Каруба, Бизерта, Тунис)

## Аварии и происшествия[6]

### Крушение Nord Noroit в озере Бизерты
- Дата: 2 ноября 1954 года
- Управляющий: Военно-морские силы Франции
- Фаза: Полет
- Тип полёта: Учебный
- Выжившие: Есть
- Место: Сицилийский пролив / Тирренское море / озеро Бизерт
- Страна: Тунис
- Регион: Африка
- Экипаж: 8 человек
- Мёртвые: 7 человек
- Выжившие: 1 человек

- Описание: Во время учебного полёта на высоте около 100 метров, гидросамолёт опустился носом вниз, погрузился в озеро Бизерта и затонул на глубине 7 метров. Один член экипажа был спасён, семь остальных погибли.
  - Экипаж (53-я эскадрилья):
    - 2-й мастер Мишель Шоссери, выживший
    - 2-й мастер Пьер Барбаншон, механик, мёртв
    - Лт Ги Соваж, мёртв
    - Офф Бернарда Дориона, мёртв
    - 1-й мастер Жозеф Ле Берр, механик, мёртв
    - Мастер Анри Менагерм, радист, мёртв
    - 2-й мастер Роберт Миньо, мёртв
    - Второй мастер Л’аот, радист, мёртв

### Крушение NORD NOROIT в Сен-Бозиле
- Дата: 12 декабря 1952 года
- Управляющий: Военно-морские силы Франции
- Фаза: Полет
- Тип полёта: Военный
- Выжившие: Нет
- Место: Горы
- Расписание: Марсель — Мелун
- Расположение: Сен-Бозиль (Ардеш)
- Страна: Франция
- Регион: Европа
- Экипаж: 5 человек
- Мёртвые: 5 человек
- Выжившие: 0 человек

- Описание: Во время полёта в условиях низкой видимости из-за тумана гидросамолёт врезался в склон горы, расположенной в горном хребте Куарон, недалеко от Сен-Бозиля. Все пять членов экипажа погибли.
  - Экипаж:
    - Чарльз Дешамп, пилот
    - Марсель Лорьер, бортинженер,
    - Эммануэль Маро, механик
    - Альфред Сон, механик
    - Жан-Мари Легаль, радист

## Характеристики
Технические характеристики
- Экипаж: 5-8
- Длина: 22,05 метров
- Размах крыла: 31,6 метра
- Высота: 6,85 метра

Лётные характеристики
- Максимальная скорость: 370 км/ч

Вооружение
- Стрелково-пушечное: 6 x 20-мм пушек
- Бомбы: Резерв для бомб в гондолах двигателя